# Phrontis alba
Phrontis alba is een slakkensoort uit de familie van de Nassariidae. De wetenschappelijke naam van de soort werd in 1826 voor het eerst geldig gepubliceerd door Thomas Say.